# 葉偉信
葉偉信（英語：Wilson Yip Wai Shun，1963年10月23日—），香港電影導演。葉偉信自1985年在新藝城電影公司開始其電影幕後工作生涯，曾參與超過二十部電影的拍攝工作，於1995年首次擔任電影導演，拍攝作品《夜半1點鐘》。並憑1996年拍攝的《旺角風雲》獲推為第三屆香港電影評論學會推薦電影。

## 背景

### 成為導演
葉偉信於九龍樂民邨長大，十五歲喪父。曾就讀於東莞同鄉會學校（1976年小六，同屆畢業生尚有黃貫中）、新亞中學（1976年中一至1979年中三），後於1981年畢業於五育中學中五年級。在校時成績一般，且已在高中期間參與校內話劇演出。自1985年，他在新藝城電影公司開始其電影幕後工作生涯，最初是當信差及場務，後來經鄭則仕提拔轉做場記，繼而再做上去當副導演。由於害羞，所以他不選擇全面轉當演員而只客串電影裏的角色
葉偉信參與了超過二十部電影的拍攝工作，一連做了十年的副導演，直到1995年才有機會由黃百鳴提拔獨立執導電影。首次擔任電影導演的副導演，作品為《夜半1點鐘》。並憑1996年拍攝的《旺角風雲》獲得第三屆香港電影評論學會推薦電影。長期為許多名導打下手為葉偉信累積了不少拍片經驗，對其日後的發展產生了極大影響。葉偉信開始做導演的兩部作品《夜半1點鐘》和《迷姦犯》。他以拍鬼怪靈異片起家，而且也以擅拍此類型影片而聞名。例如《生化壽屍》主幹情節雖取自日本CAPCOM公司的遊戲《生化危機》，卻注入了香港人的本土特色。2002年的《2002》和《五個嚇鬼的少年》皆為鬼片，但風格路數卻大不相同。

### 事業發展
葉偉信執導筒以來票房成績不錯的電影為《神偷次世代》及愛情喜劇《乾柴烈火》。而《爆裂刑警》和《朱麗葉與梁山伯》則為他帶來電影獎項提名。其中他憑前者獲得1999年第六屆香港電影評論學會大獎最佳編劇獎。2001年憑藉《朱麗葉與梁山伯》首次獲得香港電影金像獎最佳導演提名。其他作品如《大城小事》、《殺破狼》和《龍虎門》，觀眾反應也不錯。
2009年初，電影《葉問》在香港和中國內地分别錄得二千多万和一億元票房，好評如潮，最终為葉偉信迎來2008年度香港電影導演會年度大獎年度傑出導演獎，更获得第28届香港電影金像獎最佳电影獎，將一貫低調的葉偉信推至台前，知名度大增。其本人也在同年第十六屆北京大學生電影節頒獎典禮中獲選為最受大學生歡迎導演。翌年再次得到同一個獎項。2010年上映的《葉問2》在香港錄得四千多万票房，为2000年代末华语片在香港非常罕见的佳绩；同时也在台湾和中國大陸分别收获了一亿多台币和二亿二千萬元人民币票房成績，在商业上成为他目前为止最成功的电影。2016年，葉擔任電影《驚天破》的監製。2017年，執導動作片「殺破狼系列電影」的第三部《殺破狼·貪狼》；該齣電影於第37屆香港電影金像獎頒獎禮中獲得包括最佳導演、最佳影片在內的九項提名。
2024年1月，葉偉信參與由香港電影評論學會主辦的「爆裂小念頭──葉偉信電影回顧展」。

## 個人生活
葉偉信已婚。

## 電影作品

### 導演
| 年份   | 名稱               | 職務     | 職務 | 職務 | 備註                                           |
| 年份   | 名稱               | 導演     | 編劇 | 監製 | 備註                                           |
| ------ | ------------------ | -------- | ---- | ---- | ---------------------------------------------- |
| 1994   | 青春火花           | 執行導演 | 否   | 否   |                                                |
| 1995   | 夜半1點鐘          | 是       | 否   | 否   |                                                |
| 1995   | 迷姦犯             | 是       | 否   | 否   |                                                |
| 1996   | 旺角風雲           | 是       | 否   | 否   |                                                |
| 1996   | 鬼劇院之驚青艷女郎 | 執行導演 | 是   | 否   |                                                |
| 1997   | 迴轉壽屍           | 是       | 是   | 否   |                                                |
| 1997   | 誤人子弟           | 是       | 是   | 否   |                                                |
| 1998   | 生化壽屍           | 是       | 是   | 否   |                                                |
| 1999   | 爆裂刑警           | 是       | 是   | 否   |                                                |
| 2000   | 朱麗葉與梁山伯     | 是       | 是   | 否   |                                                |
| 2000   | 神偷次世代         | 是       | 否   | 否   |                                                |
| 2001   | 2002               | 是       | 是   | 否   |                                                |
| 2002   | 乾柴烈火           | 是       | 是   | 否   |                                                |
| 2002   | 五個嚇鬼的少年     | 是       | 是   | 否   |                                                |
| 2004   | 大城小事           | 是       | 故事 | 否   |                                                |
| 2004   | 小白龍情海翻波     | 是       | 是   | 否   |                                                |
| 2005   | 殺破狼             | 是       | 是   | 否   |                                                |
| 2006   | 龍虎門             | 是       | 否   | 否   |                                                |
| 2007   | 導火綫             | 是       | 否   | 否   |                                                |
| 2008   | 葉問               | 是       | 否   | 否   | 提名 – 香港電影金像獎最佳導演                  |
| 2010   | 葉問2              | 是       | 否   | 否   | 提名 – 香港電影金像獎最佳導演                  |
| 2011   | 倩女幽魂           | 是       | 否   | 否   |                                                |
| 2011   | 開心魔法           | 是       | 否   | 否   |                                                |
| 2015   | 衝上雲霄           | 是       | 否   | 否   |                                                |
| 2015   | 葉問3              | 是       | 否   | 否   |                                                |
| 2015   | 殺破狼II           | 否       | 否   | 是   |                                                |
| 2016   | 驚心破             | 否       | 否   | 是   |                                                |
| 2017   | 殺破狼·貪狼        | 是       | 否   | 否   | 提名 – 香港電影金像獎最佳導演                  |
| 2019   | 葉問4              | 是       | 否   | 是   | 提名 – 香港電影金像獎最佳導演                  |
| 2021   | 智齒               | 否       | 否   | 是   | 提名 – 香港電影金像獎最佳電影/金馬獎最佳劇情片 |
| 2024   | 九龍城寨之圍城     | 否       | 否   | 是   | 獲得 – 香港電影金像獎最佳電影                  |
| 2024   | 久別重逢           | 否       | 否   | 是   |                                                |
| 待上映 | 誰變走了大佛       | 是       | 是   | 否   |                                                |

### 第二組導演
- 2001年 《4X100 水著份子》

### 副導演
- 1987年 《心跳一百》
- 1988年 《肥貓流浪記》
- 1989年 《瀟酒先生》
- 1990年 《瘦虎肥龍》
- 1991年 《正紅旗下》
- 1992年 《花貨》
- 1992年 《阿二一族》
- 1993年 《一九四九之劫後英雄傳》
- 1994年 《新天龍八部之天山童姥》

### 演員
- 1996年 《大內密探零零發》飾演 嫖客
- 2001年 《願望樹》飾演 警察
- 2001年 《恐怖熱線之大頭怪嬰》飾演 律師
- 2002年 《當男人變成女人》
- 2002年 《絕世好B》飾演 CID葉Sir
- 2002年 《走火槍》
- 2002年 《新紮師妹》飾演 救護人員
- 2002年 《風流家族》
- 2004年 《太陽無知》
- 2007年 《戲王之王》飾演 警察
- 2010年 《最強囍事》飾演 神父

## 獎項及提名

### 獲獎
- 1996年 第三屆香港電影評論學會大獎推荐电影獎《旺角風雲》
- 1999年 第六屆香港電影評論學會大獎最佳編劇獎《爆裂刑警》
- 2009年 第四屆香港電影導演會年度大獎年度杰出导演《葉問》
- 2009年 第十六屆北京大學生電影節頒獎典禮最受歡迎導演獎《葉問》
- 2022年 第28屆香港電影評論學會大獎最佳電影《智齒》
- 2025年 第31屆香港電影評論學會大獎最佳電影《九龍城寨之圍城》
- 2025年 2024年度香港電影導演會年度大獎最佳電影《九龍城寨之圍城》
- 2025年 第43屆香港電影金像獎最佳電影《九龍城寨之圍城》

### 提名
- 2001年 第20屆香港電影金像獎最佳導演提名《朱麗葉與梁山伯》
- 2009年 第28屆香港電影金像獎最佳導演提名《葉問》
- 2011年 第30屆香港電影金像獎最佳導演提名《叶问2》
- 2016年 第35屆香港電影金像獎最佳導演提名《叶问3》
- 2018年 第37屆香港電影金像獎最佳導演提名《殺破狼·貪狼》
- 2020年 第39屆香港電影金像獎最佳導演提名《葉問4完結篇》
- 2022年 第40屆香港電影金像獎最佳電影提名《智齒》
- 2022年 第59屆金馬獎最佳劇情片提名《智齒》

## 相關人物
- 甄子丹
- 鄭則仕
- 馬偉豪
- 鄭保瑞
- 鄒凱光
- 司徒錦源

## 外部連結
- 葉偉信的新浪微博
- 葉偉信在互联网电影资料库（IMDb）上的資料（英文）
- 葉偉信在香港影庫上的簡介
- 葉偉信在豆瓣上的资料（简体中文）
- 中國影視資料館 － 葉偉信
- 座談會 － 葉偉信[永久]